# توني سانتوس
توني سانتوس (بالإسبانية: Tony Santos)‏ هو مغني إسباني، ولد في 15 أبريل 1981 في سانتا كروث دي تينيريفه في إسبانيا.

## وصلات خارجية
- توني سانتوس على موقع IMDb (الإنجليزية)
- توني سانتوس على موقع ميوزك برينز (الإنجليزية)
- توني سانتوس على موقع ديسكوغز (الإنجليزية)